# Jozef De Marré
Jozef Hendrik Willem De Marré (Mechelen, 23 april 1879 - aldaar, 16 december 1946) was een Belgisch notaris en politicus voor de Katholieke Partij en diens opvolger de CVP.

## Levensloop
De Marré was notaris van beroep. Hij werd in 1933 gemeenteraadslid in Mechelen. Hij trad toe tot het schepencollege -samengesteld uit katholieken, liberalen en socialisten - na de bevrijding, in de hoedanigheid van waarnemend schepen van financiën en betwiste zaken. Toen evenwel bleek dat oorlogsschepen Cyriel Neefs aangesteld zou worden als dienstdoend burgemeester (deze was - net als alle andere oorlogsschepenen - op 4 september 1944 geschorst door gouverneur Georges Holvoet. Zijn schorsing werd evenwel door deze op 14 september 1944 ingetrokken) verlieten de socialisten deze coalitie.
Toen Neefs op 23 mei 1945 wederom werd geschorst (ditmaal op bevel van minister van Binnenlandse Zaken Adolphe Van Glabbeke) volgde De Marré hem (als oudste lid van de gemeenteraad) op als burgemeester. Tijdens de zitting van 1 juni werd hij voor het voldongen feit geplaats dat de BSP met de liberale partij een overeenkomst hadden bekomen om opnieuw tot het college toe te treden. Deze tripartite was evenwel van korte duur. Toen de socialist Antoon Spinoy op 21 augustus 1945 door minister Van Glabbeke werd aangesteld tot burgemeester, verlieten de katholieken deze coalitie.
Hij was van 1939 tot aan zijn dood eigenaar van domein Weyneshof te Rijmenam.